# Leonardo Rocha
Leonardo Rocha (født 7. marts 1985) er en brasiliansk fodboldspiller.